# نادي دبا الحصن
نادي دبا الحصن الرياضي الثقافي، ناد رياضي يقع في مدينة دبا الحصن بدولة الإمارات العربية المتحدة. تأسس عام 1980 وهو ينافس حالياً في دوري الدرجة الأولى الإماراتي.
هناك العديد من الألعاب الرياضية بالنادي حاليا أهمها: كرة القدم، كرة اليد، الدراجات، السباحة، كرة تنس الطاولة، كرة قدم الصالات، القوس والسهم، ألعاب القوى، التايكواندو، الجوجيتسو، بجانب وجود لجنة ثقافية مجتمعية والتي لها دور تثقيفي داخل وخارج النادي ومركز اعلامي متخصص يخدم النادي ومؤسسات المدينة .

## تاريخ
أسس أبناء دبا الحصن نادي الظافر بالكويت، وتأسس معه نادٍ آخر عرف بنادي الفجر عام 1967، وفي عام 1974 دمج الناديان في كيان واحد سمي بنادي الحصن الرياضي الثقافي. وفي 23 فبراير 1980 تم إشهار النادي وتسجيله رسمياً في وزارة التربية والتعليم والشباب.

## تشكيلة الفريق الحالية
ملاحظة: تشير الأعلام إلى المنتخب الوطني على النحو المحدد في قواعد الأهلية للفيفا. قد يحمل اللاعبون أكثر من جنسية واحدة غير تابعة للفيفا.
| الرقم | البلد                    | المركز | اللاعب                              |
| ----- | ------------------------ | ------ | ----------------------------------- |
| 1     | الإمارات العربية المتحدة | حارس   | عبد الله القميش                     |
| 2     | الإمارات العربية المتحدة | مدافع  | علي عبد الله علي                    |
| 3     | تونس                     | مدافع  | أسامة الحدادي                       |
| 4     | الإمارات العربية المتحدة | مدافع  | فراس الخصيبي (معار من نادي خورفكان) |
| 5     | الإمارات العربية المتحدة | وسط    | نهيان سعيد                          |
| 6     | الإمارات العربية المتحدة | وسط    | فلاح وليد                           |
| 7     | البرازيل                 | وسط    | جواو فيتور                          |
| 8     | الإمارات العربية المتحدة | وسط    | أحمد الظهوري                        |
| 9     | تونس                     | مهاجم  | هيثم الجويني                        |
| 11    | الإمارات العربية المتحدة | وسط    | أحمد المطوع                         |
| 14    | الإمارات العربية المتحدة | وسط    | إسماعيل الزعابي U23                 |
| 15    | الإمارات العربية المتحدة | مدافع  | علي الظنحاني                        |
| 16    | الإمارات العربية المتحدة | مدافع  | يوسف عبد الحسين U23                 |
| 17    | الإمارات العربية المتحدة | حارس   | سهيل عبد الله (معار من نادي الوصل)  |
| 19    | موزمبيق                  | مهاجم  | ويتي                                |
| 20    | غانا                     | وسط    | دومينيك نسوبيلا U23                 |
| 22    | نيجيريا                  | وسط    | ايديبا ايليميكي                     |
| 23    | الإمارات العربية المتحدة | مدافع  | عمر النقبي U23                      |
| 25    | الكاميرون                | وسط    | بيير كوندي                          |

| الرقم | البلد                    | المركز | اللاعب                      |
| ----- | ------------------------ | ------ | --------------------------- |
| 26    | الإمارات العربية المتحدة | مهاجم  | سالم صالح                   |
| 33    | الإمارات العربية المتحدة | حارس   | عادل فدعق                   |
| 38    | المغرب                   | مهاجم  | محمد غرغور U23              |
| 43    | البرازيل                 | مدافع  | جويليرم ماتوس U23           |
| 44    | غينيا                    | وسط    | إبراهيما سيسيه              |
| 49    | الإمارات العربية المتحدة | مدافع  | عبد الله خميس               |
| 50    | الإمارات العربية المتحدة | مدافع  | سعد سليمان U23              |
| 52    | الإمارات العربية المتحدة | مدافع  | حسين عباس                   |
| 66    | إرتريا                   | وسط    | كمال طه U23                 |
| 70    | الجبل الأسود             | وسط    | نيكسا فويانوفيتش U21        |
| 73    | البرازيل                 | مدافع  | ماركوس سوزا                 |
| 77    | الإمارات العربية المتحدة | وسط    | وليد عمبر                   |
| 80    | الإمارات العربية المتحدة | مهاجم  | محمد الصريدي U23            |
| 84    | الإمارات العربية المتحدة | مدافع  | عبد الله المطروشي           |
| 85    | غينيا بيساو              | مهاجم  | ميدانا كاساما U23           |
| 88    | الإمارات العربية المتحدة | مدافع  | حمدان الكمالي               |
| 96    | الإمارات العربية المتحدة | حارس   | خليفة المحمودي U23          |
| 97    | جزر القمر                | مهاجم  | علي شمبيه U23               |
| 99    | البرازيل                 | مهاجم  | لويزاو (معار من نادي الوصل) |

### لاعبين غير مسجلين
ملاحظة: تشير الأعلام إلى المنتخب الوطني على النحو المحدد في قواعد الأهلية للفيفا. قد يحمل اللاعبون أكثر من جنسية واحدة غير تابعة للفيفا.
| الرقم | البلد                    | المركز | اللاعب     |
| ----- | ------------------------ | ------ | ---------- |
| 30    | الإمارات العربية المتحدة | وسط    | محمد خلفان |

### المعارون
ملاحظة: تشير الأعلام إلى المنتخب الوطني على النحو المحدد في قواعد الأهلية للفيفا. قد يحمل اللاعبون أكثر من جنسية واحدة غير تابعة للفيفا.
| الرقم | البلد                    | المركز | اللاعب                              |
| ----- | ------------------------ | ------ | ----------------------------------- |
| 18    | الإمارات العربية المتحدة | مدافع  | عبد الله خصيف (معار إلى نادي الذيد) |